# UTADA HIKARU SINGLE CLIP COLLECTION VOL.1 UH1
『UTADA HIKARU SINGLE CLIP COLLECTION VOL.1 UH1』（宇多田ヒカル シングル クリップ コレクション ヴォリューム ワン ユー エイチ ワン）は、1999年12月16日に発売された日本のアーティスト宇多田ヒカルの、デビュー曲「Automatic」から「Addicted To You」まで全4曲の大ヒットシングルを収録した初ビデオクリップ集。DVDは同年12月22日に発売された。 

## 収録内容
1. Automatic
2. Movin' on without you
3. First Love
4. Addicted To You UP-IN-HEAVEN MIX
5. Making Of "Movin' on without you"
6. Making Of "Addicted To You"
7. bonus track "time will tell"